# Анагенниси (футбольный клуб, Деринья)
«Анагенниси» — кипрский футбольный клуб, представляющий в чемпионате своей страны город Деринья. Клуб основан в 1920 году, домашним стадионом клуба является арена «Анагенниси», вмещающая 5800 зрителей. В Первом дивизионе Кипра клуб провёл в общей сложности 6 сезонов, дебютным из которых был сезон 1987/88, в сезоне 1996/97 клуб добился наивысшего результата в чемпионатах Кипра в своей истории, заняв 9-е место.

## Достижения
- Второй дивизион:
  - Победитель (2): 1998/99, 2002/03.

## Известные футболисты
- Николай Арабов
- Адалберт Зафиров
- Иван Йолич
- Христос Котсонис
- Панайотис Спиру
- Костас Элиа
- Брима Корома
- Зденек Шчасны

## Известные тренеры
- Анатолий Байдачный